# Quinapril
Quinapril, được bán dưới tên thương hiệu Accupril và các nhãn khác, là một loại thuốc dùng để điều trị huyết áp cao, suy tim và bệnh thận tiểu đường. Đó là một điều trị ban đầu hợp lý cho chứng huyết áp cao. Nó được uống bằng miệng.
Các tác dụng phụ thường gặp bao gồm đau đầu, chóng mặt, cảm thấy mệt mỏi và ho. Tác dụng phụ nghiêm trọng có thể bao gồm các vấn đề về gan, huyết áp thấp, phù mạch, các vấn đề về thận và kali máu cao. Sử dụng trong thai kỳ và cho con bú không được khuyến khích. Nó là một chất ức chế men chuyển và hoạt động bằng cách giảm hoạt động của hệ thống renin-angiotensin-aldosterone.
Quinapril được cấp bằng sáng chế vào năm 1980 và được đưa vào sử dụng y tế vào năm 1989. Nó có sẵn như là một loại thuốc gốc. Một tháng cung cấp ở Vương quốc Anh tiêu tốn của NHS khoảng 4 £ vào năm 2019. Tại Hoa Kỳ, chi phí bán buôn của số thuốc này là khoảng US $ 3,50. Năm 2016, đây là loại thuốc được kê đơn nhiều thứ 208 tại Hoa Kỳ với hơn 2 triệu đơn thuốc.

## Sử dụng trong y tế
Quinapril được chỉ định để điều trị huyết áp cao (tăng huyết áp) và là liệu pháp bổ trợ trong điều trị suy tim. Nó có thể được sử dụng để điều trị tăng huyết áp hoặc kết hợp với thuốc lợi tiểu thiazide, và với thuốc lợi tiểu và digoxin cho bệnh suy tim.

## Tác dụng phụ
Tác dụng phụ của quinapril bao gồm chóng mặt, ho, nôn, đau dạ dày, phù mạch và mệt mỏi. 